# Talencieux
Talencieux est une commune française située dans le département de l'Ardèche, en région Auvergne-Rhône-Alpes.
Positionnée dans la partie septentrionale du département, dans la vallée du Rhône, Talencieux est rattachée à la communauté d'agglomération Annonay Rhône Agglo et au canton d'Annonay-2.

## Géographie

### Situation et description

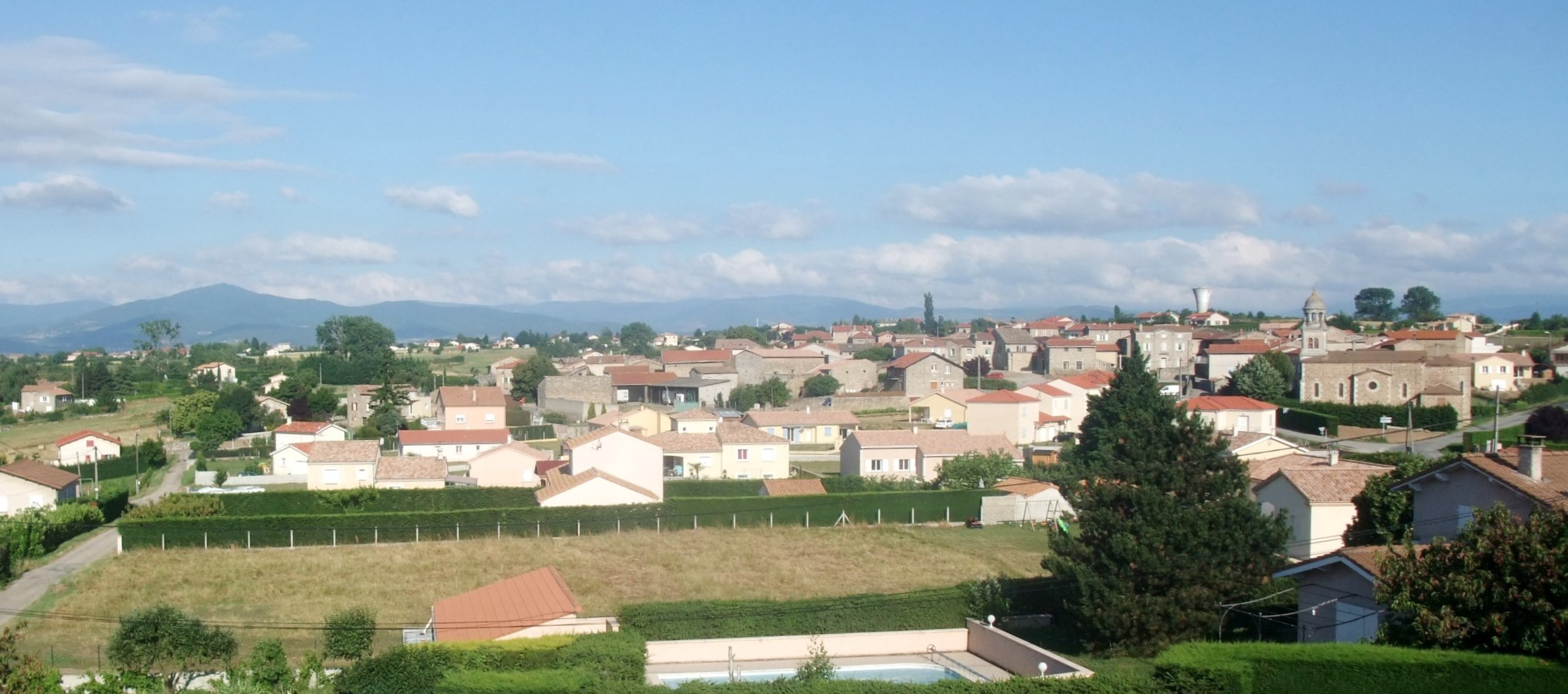
Un bord de plateau de plus en plus résidentiel.

La commune de Talencieux occupe, au nord de l'Ardèche, la partie est du plateau d'Annonay en bordure de la Vallée du Rhône. Au sud, elle descend jusqu'à la rivière Cance. Au nord, la limite de la commune avec Thorrenc a l’originalité de couper en deux le hameau d’Ozas et la ferme de Chardenaud. 
La commune a une superficie moyenne de 710 hectares, dont 100 ha de surface boisée et 350 ha de surface agricole (comprenant 50 ha de vignoble AOC Saint-Joseph).
Son centre accueille deux agglomérations principales, reliées par un chapelet de pavillons. La plus importante est le chef-lieu, Talencieux. Son altitude est comprise entre 372 et 360 m. L’autre, Balais, est entre 384 et 372 m d’altitude. Les autres et principaux lieux-dits habités sont : Chardenos (400 m), Bel Air (385 m), Patroly (363 m), Blacieux (346 m), les Rameaux (360 m), la Garde (350 m), Assuis (153 m), la Char (393 m), Ozas (375 m).
Le point culminant de la commune se situe sur le chemin entre Chardenos et Bel-Air, à 401 m d’altitude. Le point le plus bas est le lit de la Cance en aval d’Assuis (145 m).

### Climat
Pour des articles plus généraux, voir Climat d'Auvergne-Rhône-Alpes et Climat de l'Ardèche.
En 2010, le climat de la commune est de type climat méditerranéen altéré, selon une étude du CNRS s'appuyant sur une série de données couvrant la période 1971-2000. En 2020, Météo-France publie une typologie des climats de la France métropolitaine dans laquelle la commune est dans une zone de transition entre le climat de montagne et le climat méditerranéen et est dans la région climatique  Moyenne vallée du Rhône, caractérisée par un bon ensoleillement en été (fraction d’insolation > 60 %), une forte amplitude thermique annuelle (4 à 20 °C), un air sec en toutes saisons, orageux en été, des vents forts (mistral), une pluviométrie élevée en automne (250 à 300 mm). 
Pour la période 1971-2000, la température annuelle moyenne est de 11,6 °C, avec une amplitude thermique annuelle de 17,4 °C. Le cumul annuel moyen de précipitations est de 866 mm, avec 8 jours de précipitations en janvier et 5,8 jours en juillet. Pour la période 1991-2020, la température moyenne annuelle observée sur la station météorologique de Météo-France la plus proche, « Saint-Désirat Sa », sur la commune de Saint-Désirat à 4 km à vol d'oiseau, est de 13,3 °C et le cumul annuel moyen de précipitations est de 698,4 mm,. Pour l'avenir, les paramètres climatiques de la commune estimés pour 2050 selon différents scénarios d'émission de gaz à effet de serre sont consultables sur un site dédié publié par Météo-France en novembre 2022.

### Hydrographie
Le territoire de la commune est bordé par la Cance, un affluent direct du Rhône en sa rive droite.

## Urbanisme

### Typologie
Au 1er janvier 2024, Talencieux est catégorisée commune rurale à habitat dispersé, selon la nouvelle grille communale de densité à 7 niveaux définie par l'Insee en 2022.
Elle est située hors unité urbaine. Par ailleurs la commune fait partie de l'aire d'attraction d'Annonay, dont elle est une commune de la couronne,. Cette aire, qui regroupe 37 communes, est catégorisée dans les aires de 50 000 à moins de 200 000 habitants,.

### Occupation des sols
L'occupation des sols de la commune, telle qu'elle ressort de la base de données européenne d’occupation biophysique des sols Corine Land Cover (CLC), est marquée par l'importance des territoires agricoles (60,6 % en 2018), en diminution par rapport à 1990 (65,6 %). La répartition détaillée en 2018 est la suivante : 
cultures permanentes (31 %), zones agricoles hétérogènes (29,5 %), forêts (22,9 %), zones urbanisées (11 %), milieux à végétation arbustive et/ou herbacée (5,6 %).
L'évolution de l’occupation des sols de la commune et de ses infrastructures peut être observée sur les différentes représentations cartographiques du territoire : la carte de Cassini (XVIIIe siècle), la carte d'état-major (1820-1866) et les cartes ou photos aériennes de l'IGN pour la période actuelle (1950 à aujourd'hui).

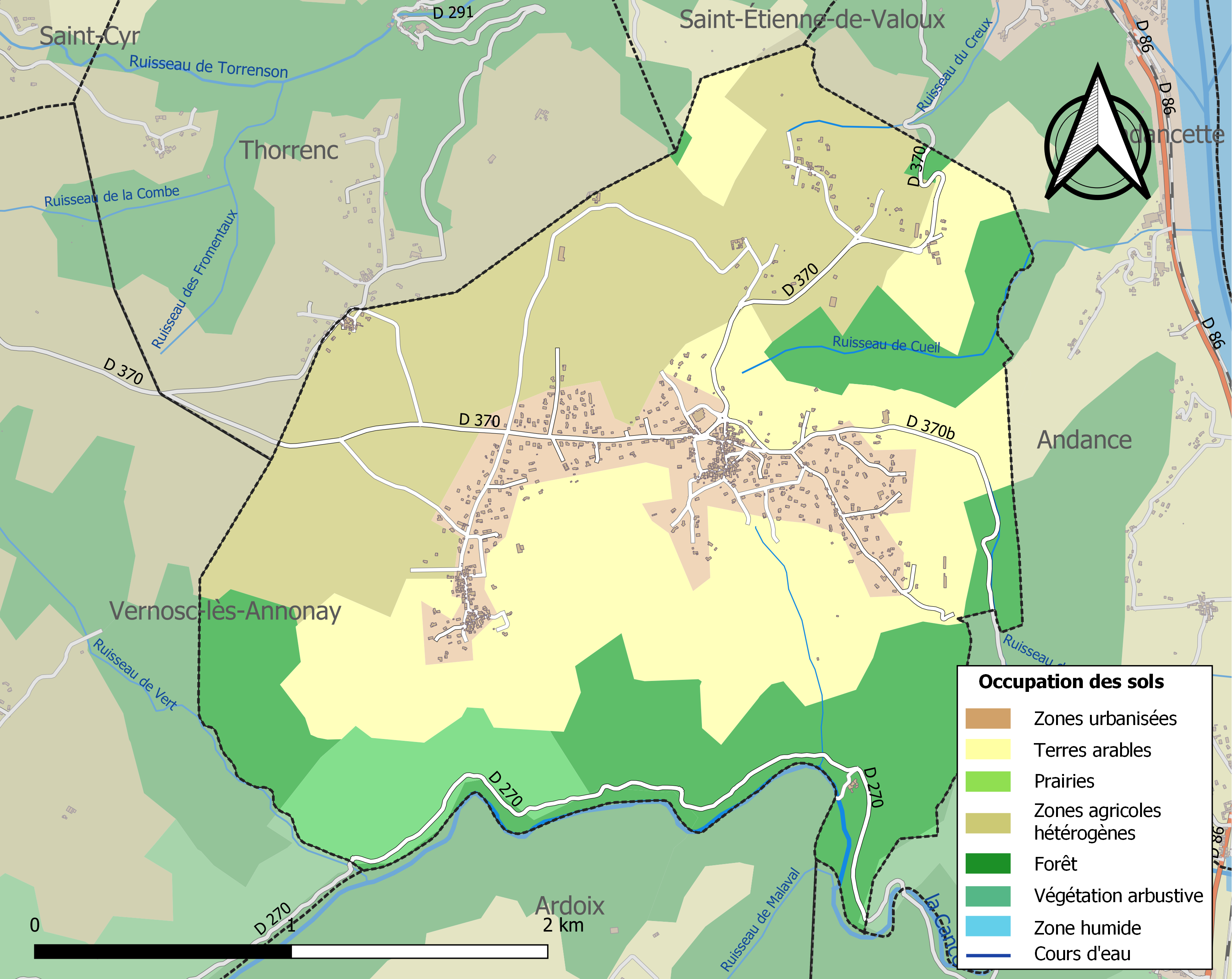
Carte des infrastructures et de l'occupation des sols de la commune en 2018 (CLC).

## Toponymie
L'origine du nom Talencieux provient vraisemblablement du gallo-roman talentiacu : le domaine (cf. -acum) de Talencius ou Tallentius. Ce « Talencius » aurait été l'occupant du domaine gallo-romain datant du IIe siècle apr. J.-C. dont les vestiges ont été mis au jour en 1971.

## Histoire

### Un domaine gallo-romain
Talencieux a été habité à l’époque gallo-romaine ; des tuiles et des céramiques ont été retrouvées à Blacieux et à Balais. Et surtout, il y a eu dans la partie sud du village un domaine important dont on a retrouvé des traces. En 1901, le voyageur Albin Mazon évoque, à 200 ou 300 mètres au sud du village, « les ruines d’une villa romaine du Haut Empire, la plus considérable, à ce qu'il semble, des environs d'Annonay, avec construction soignée, ciment rose très dur, ligne de vastes salles ».

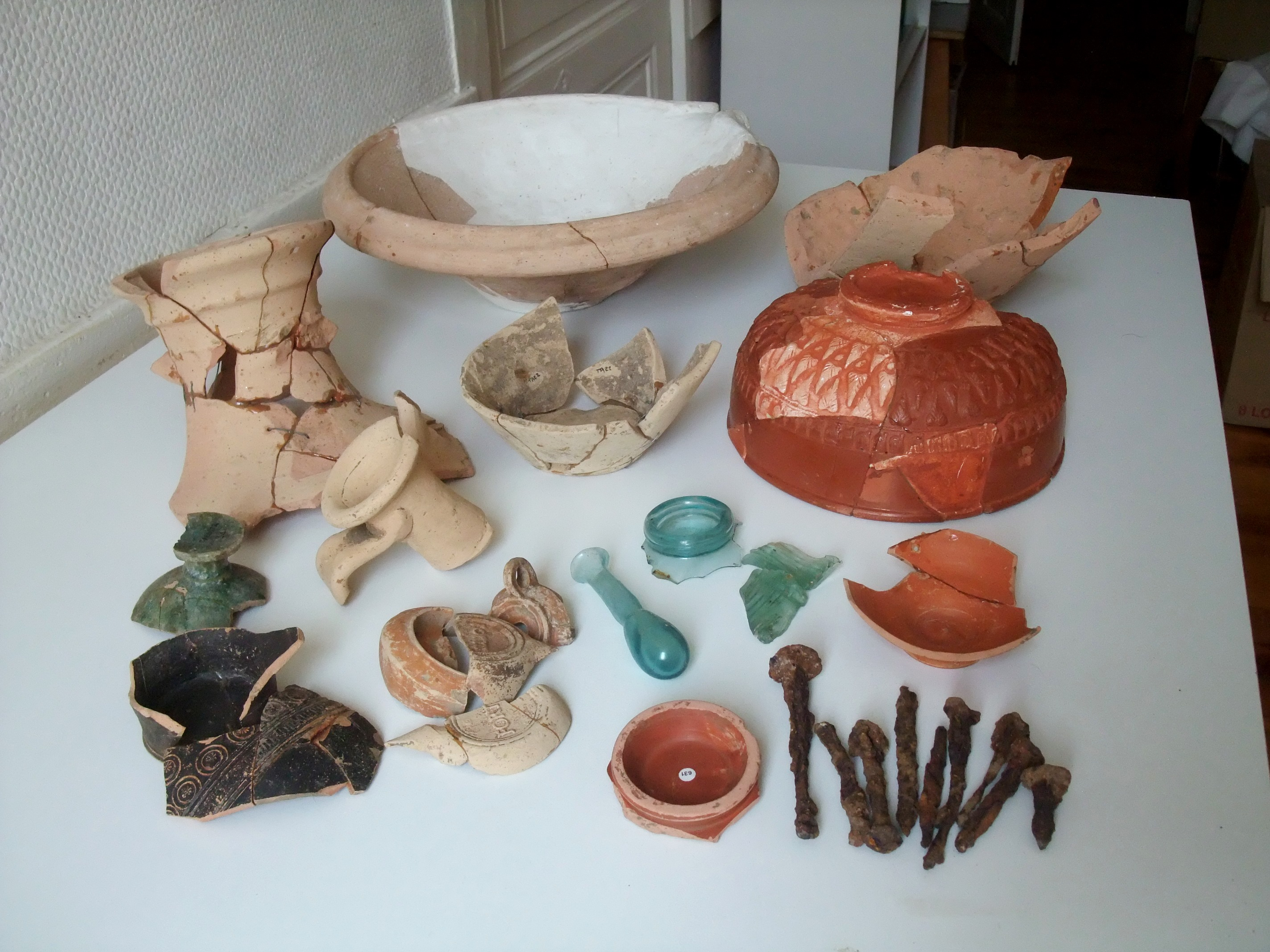
Des preuves d'une installation gallo-romaine.

Des fouilles limitées ont été effectuées sur ce site de 1971 à 1973, par le groupe archéologique de la Maison des Jeunes d'Annonay, encadré par le docteur Michel Guigal : « Notre travail sur le site de Talencieux n'a été évidemment qu'un modeste sondage et non une fouille exhaustive. Il n'en a pas moins montré la richesse du site et son grand intérêt pour l'étude de la période gallo-romaine dans notre région. »
Les fouilles ont permis de mettre au jour deux bassins qui auraient pu servir pour du tannage, des débris de céramique et des traces d’incendie. Parmi les objets retrouvés, figurent des morceaux de poteries, des objets en verre et des clous de charpente.
Le docteur Michel Guigal en a conclu qu'il s’agissait « de la périphérie d’une vaste villa rustica qui s’étendait sur 2 à 3 hectares et dont les bâtiments principaux se trouvent encore sous le village de Talencieux ». Ce domaine a été occupé dans le courant du IIe siècle et a sans doute subi un incendie au IVe siècle,.
Ses vestiges ont été à nouveau recouverts par mesure de sauvegarde. Les poteries retrouvées se trouvent au musée César-Filhol d'Annonay.

### Une commune agricole
Au début du Moyen Âge, l’histoire ne mentionne pas la vie à Talencieux. On trouve seulement le nom de Talencieux comme dépendance de la seigneurie de Thorrenc et de l’abbaye de la Chaise-Dieu, en Haute-Loire. Nul doute cependant qu'une communauté de villageois y a existé depuis longtemps.

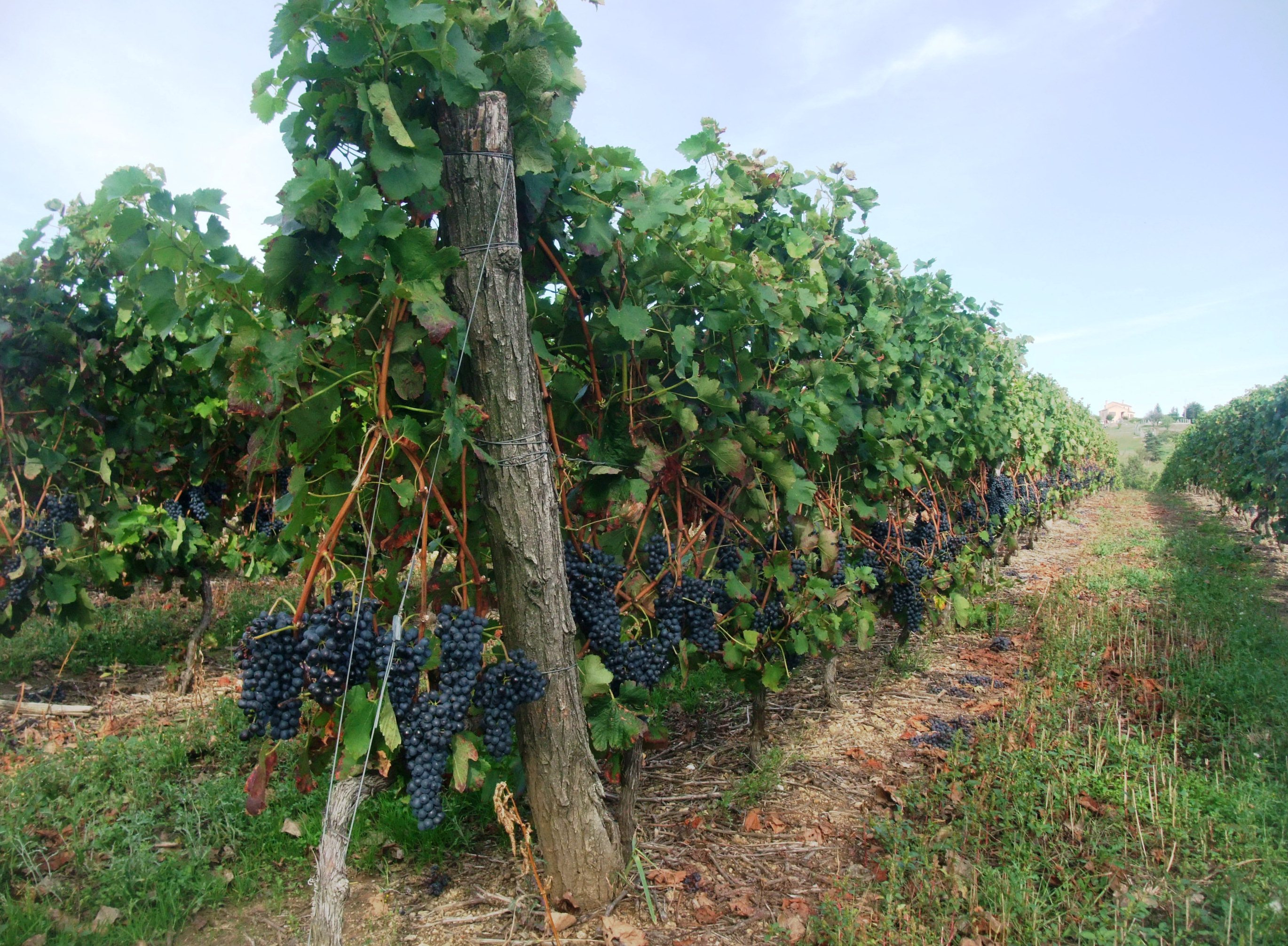
La viticulture a toujours été importante.

En 1350, la viticulture s’y était bien développée, puisqu'on y comptait 40 vignes pour 100 champs.
Du XVe au XVIIe siècle, les paysans ont eu à subir, comme ailleurs, des épisodes de peste, des mauvaises années de récoltes et des famines.
Au XVIIe siècle, ils produisaient des céréales (seigle, froment…), élevaient des ovins et cultivaient la vigne, soit pour eux, soit pour de grands propriétaires bourgeois.
Aux XVIIIe et XIXe siècles, ces activités paysannes menées à l’écart des villes plus agitées, ont sans doute permis aux habitants de Talencieux de vivre sans drames les grandes évolutions politiques et sociales. La Révolution s’y est déroulée sans heurts importants. Une école publique a accueilli les garçons, tandis que les sœurs de Saint-Joseph enseignaient aux filles. Des démêlés sans gravité ont opposé des curés et la municipalité pour des questions de presbytère.
Au XXe siècle, le progrès a fait son entrée avec juste un peu de retard : électricité en 1930 et téléphone en 1933. En 1932, l’amélioration de la route vers Annonay a permis un premier service de cars. En 1955 et 1957, deux routes bien carrossables ont facilité les déplacements avec la vallée du Rhône.
Aujourd'hui, l’agriculture a conservé sa place d’activité principale, avec l’apparition d'élevages de bovins et de vergers. La vigne a profité de l’élargissement du terroir AOC Saint-Joseph.
À partir des années 1980, les villas ont essaimé d’abord pour les enfants du pays, ensuite pour des citadins attirés par l'absence de grande circulation et la proximité avec la Vallée du Rhône.

### Chronologie
D'après Samuel Pasquion, Talencieux et ses environs à travers les âges, 2004.
- IIe - IIIe : site gallo-romain
- Moyen Âge : dépendance de la seigneurie de Thorrenc
- 1350     40 vignes pour 100 champs
- 1630     installation du retable à l’église
- 1736     mines de plomb jusqu’en 1831
- 1850     école des religieuses de Saint-Joseph
- 1860     déménagement du cimetière à Cocobas
- 1866     installation d'un instituteur pour les garçons
- 1898     agrandissement du château de Blacieux
- 1899     achèvement de la route de la Cance
- 1909     ouverture au culte de l’église actuelle
- 1913     démolition de l’ancienne église
- 1929     électricité au village
- 1932     goudronnage de la route d'Annonay
- 1932     1er service de cars vers Annonay
- 1947     création du club de basket
- 1949     Amicale boules
- 1955     élargissement de la route vers Andance
- 1957     route vers Silon
- 1962     réseau d’eau potable
- 1967     construction du château d’eau
- 1969     extension de l’AOC Saint-Joseph à Talencieux
- 1975     1re tranche du tout à l’égout
- 1982     ramassage des ordures ménagères
- 1990     achèvement du complexe sportif
- 2002     adhésion à la communauté d’Annonay
- 2005     extension de l’école publique
- 2006     station d’épuration du village
- 2011     aire de jeux au village
- 2012     toit photovoltaïque sur le gymnase
- 2013     nouvelle mairie

### Administration municipale

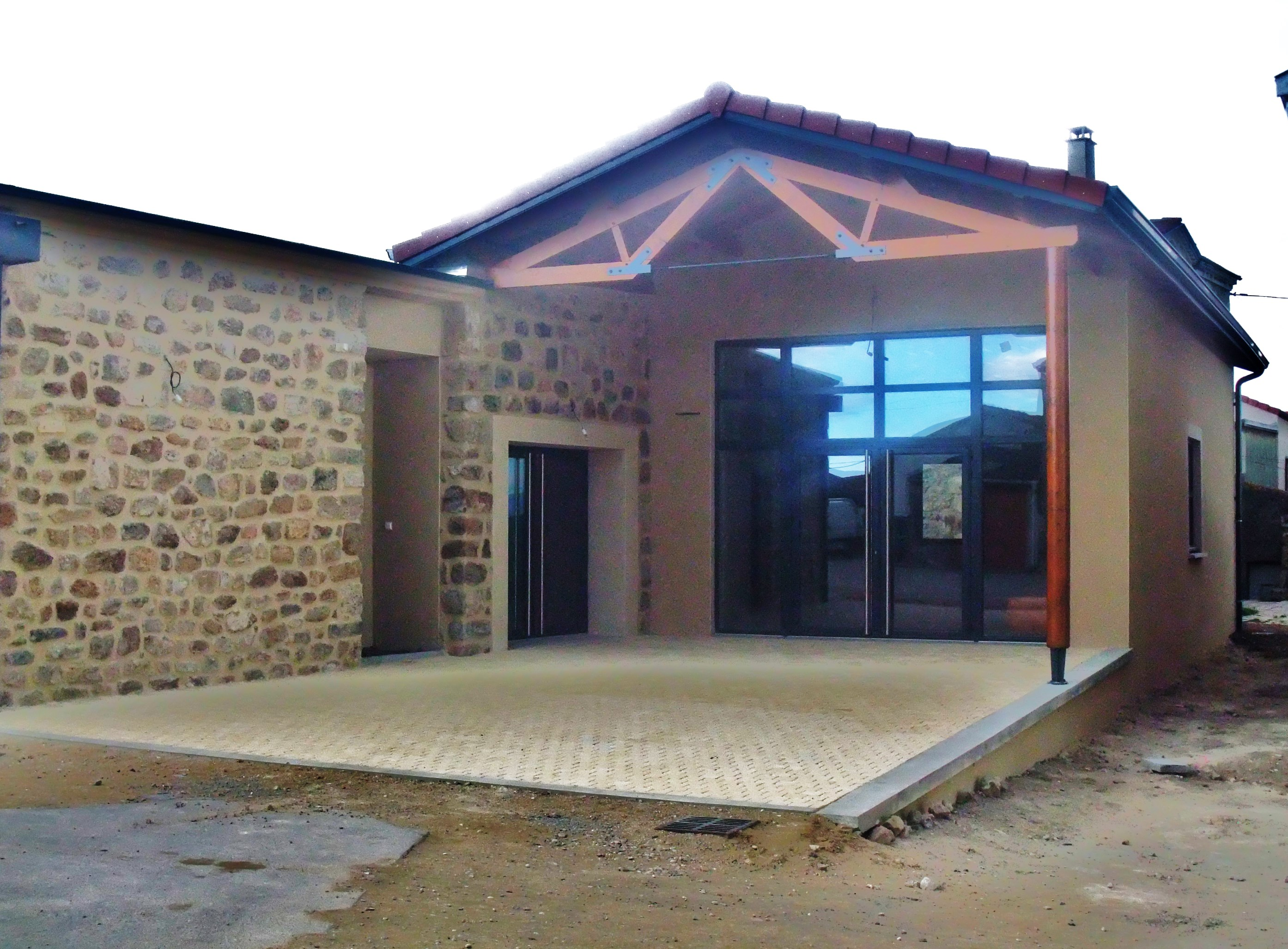
Une nouvelle mairie a été achevée en 2013.

## Politique et administration

### Liste des maires
| Période                                  | Période  | Identité           | Étiquette | Qualité                                                            |
| ---------------------------------------- | -------- | ------------------ | --------- | ------------------------------------------------------------------ |
| 1816                                     | 1823     | Jean-Pierre Moulin |           |                                                                    |
| 1904                                     | 1910     | Gaston Lacaze      |           |                                                                    |
| 1910                                     | 1913     | Auguste Seux       |           |                                                                    |
| 1913                                     | 1921     | Gabriel Decorme    |           |                                                                    |
| 1921                                     | 1929     | Fernand Chazal     |           |                                                                    |
| 1929                                     | 1944     | Louis Cornillon    |           |                                                                    |
| 1948                                     | 1977     | André Cornillon    |           |                                                                    |
| 1977                                     | 2001     | Michel Roche       |           |                                                                    |
| 2001                                     | 2008     | Elisabeth Deygas   |           |                                                                    |
| 2008                                     | mai 2020 | Robert Seux        |           | Retraité salarié du secteur privé                                  |
| mai 2020                                 | en cours | Laurent Marce      | DVD       | Ingénieur ou Cadre technique d'entreprise Conseiller départemental |
| Les données manquantes sont à compléter. |          |                    |           |                                                                    |

## Population et société

### Démographie
L'évolution du nombre d'habitants est connue à travers les recensements de la population effectués dans la commune depuis 1793. Pour les communes de moins de 10 000 habitants, une enquête de recensement portant sur toute la population est réalisée tous les cinq ans, les populations de référence des années intermédiaires étant quant à elles estimées par interpolation ou extrapolation. Pour la commune, le premier recensement exhaustif entrant dans le cadre du nouveau dispositif a été réalisé en 2008.

En 2022, la commune comptait 1 116 habitants, en évolution de +6,18 % par rapport à 2016 (Ardèche : +2,48 %, France hors Mayotte : +2,11 %).
| 1793 | 1800 | 1806 | 1821 | 1831 | 1836 | 1841 | 1846 | 1851 |
| ---- | ---- | ---- | ---- | ---- | ---- | ---- | ---- | ---- |
| 432  | 380  | 380  | 396  | 419  | 437  | 447  | 471  | 468  |

| 1856 | 1861 | 1866 | 1872 | 1876 | 1881 | 1886 | 1891 | 1896 |
| ---- | ---- | ---- | ---- | ---- | ---- | ---- | ---- | ---- |
| 475  | 477  | 496  | 467  | 483  | 501  | 511  | 473  | 436  |

| 1901 | 1906 | 1911 | 1921 | 1926 | 1931 | 1936 | 1946 | 1954 |
| ---- | ---- | ---- | ---- | ---- | ---- | ---- | ---- | ---- |
| 409  | 386  | 346  | 312  | 324  | 317  | 333  | 325  | 333  |

| 1962 | 1968 | 1975 | 1982 | 1990 | 1999 | 2006 | 2008 | 2013  |
| ---- | ---- | ---- | ---- | ---- | ---- | ---- | ---- | ----- |
| 336  | 315  | 368  | 497  | 642  | 772  | 889  | 922  | 1 028 |

| 2018  | 2022  | - | - | - | - | - | - | - |
| ----- | ----- | - | - | - | - | - | - | - |
| 1 082 | 1 116 | - | - | - | - | - | - | - |

### Festivités
- février : Puces des Couturières (Sou des Écoles, depuis 2012).
- fin mars : Exposition des ateliers Rêves et Créations.
- mi-juillet : Fête médiévale (Rêves et Créations, depuis 2008).
- début septembre : Chasse aux trésors (Ogec, depuis 2004).
- mi-novembre : Carrefour des arts et loisirs créatifs (Bibliothèque, depuis 2007).

### Associations
En 2013, la commune comprend une quinzaine d'associations, plus ou moins anciennes.
- ACCA (depuis 1966), Aînés Ruraux Amitié et Loisirs (1979), Comité des Fêtes (1979), Anciens combattants UFAC (1980), Conscrits, Ogec, Sou de l'École publique.
- Amicale Boules (1949), Talencieux Sports Basket (1961) puis BCNA (2005), Tennis (1991-2012), Gymnastique (1999).
- Lire et Conter (1986), clique et harmonie Vétérans Compagnons d'Animation (1992), Rêves et Créations (2008), La Troupe des Zigo-Matics (2017)[22].

### Le basket
En l'absence de terrain de foot, le basket a été et reste le sport principal de Talencieux. Les premières parties ont été organisées après la guerre, vers 1947 dans le cadre d'un patronage. La première appellation a été l'Avant-Garde de Talencieux. C'est de 1961 que date la création officielle du club Talencieux Sport Basket (TSB).

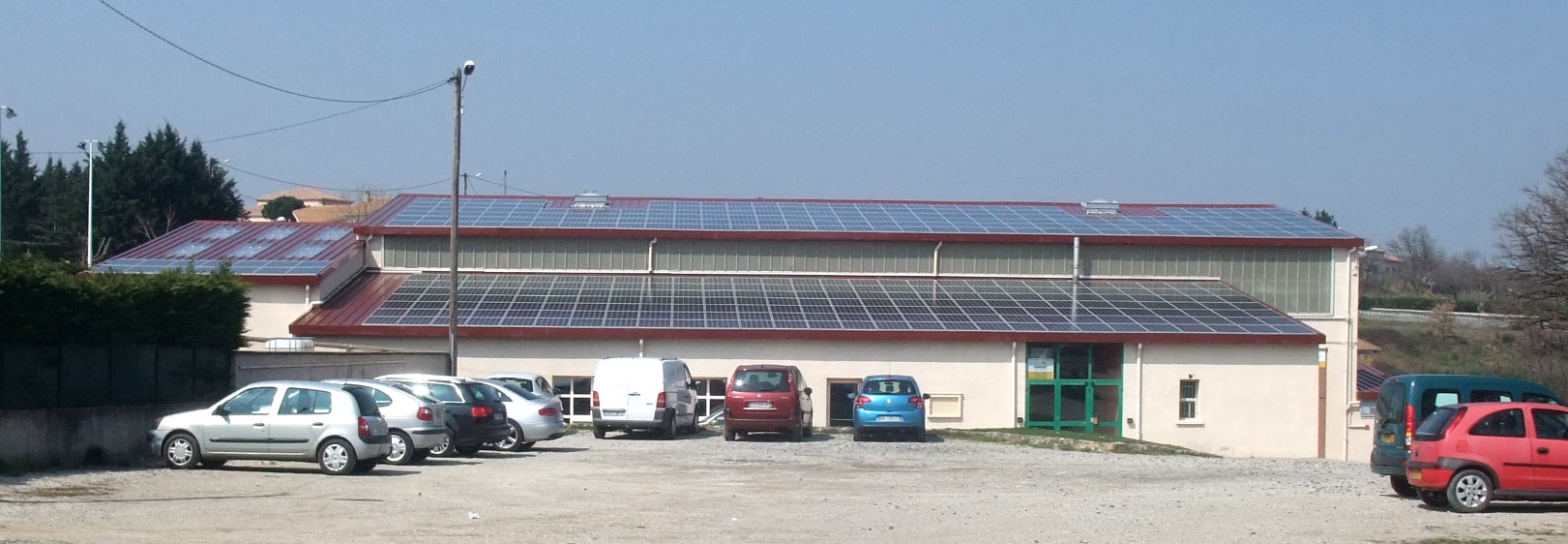
La salle construite en 1990 a été couverte de panneaux photovoltaïques en 2012.

Au fil des ans, le club a atteint un excellent niveau, récompensé en 1988 par un titre de Champion des Alpes. En 1990, il a pu jouer dans une salle de sports, construite en grande partie par des bénévoles. En 2012, son toit a reçu 650 m2 de panneaux photovoltaïques[Lequel ?].
En 1992, le club totalisait 145 licenciés (pour un village de 700 habitants !). Il a cependant connu une diminution de ses licenciés dans les années suivantes. En 2004, Talencieux a participé à l'entente UNVB avec d'autres clubs locaux. En 2005, le TSB a fusionné avec l'USBA d'Annonay pour former le BCNA (Basket Club Nord Ardèche) qui, en 2013, comprend 300 licenciés et licenciées, 25 équipes et 15 entraîneurs, avec des possibilités de jouer à presque tous les niveaux existants. 

### Rêves et Créations

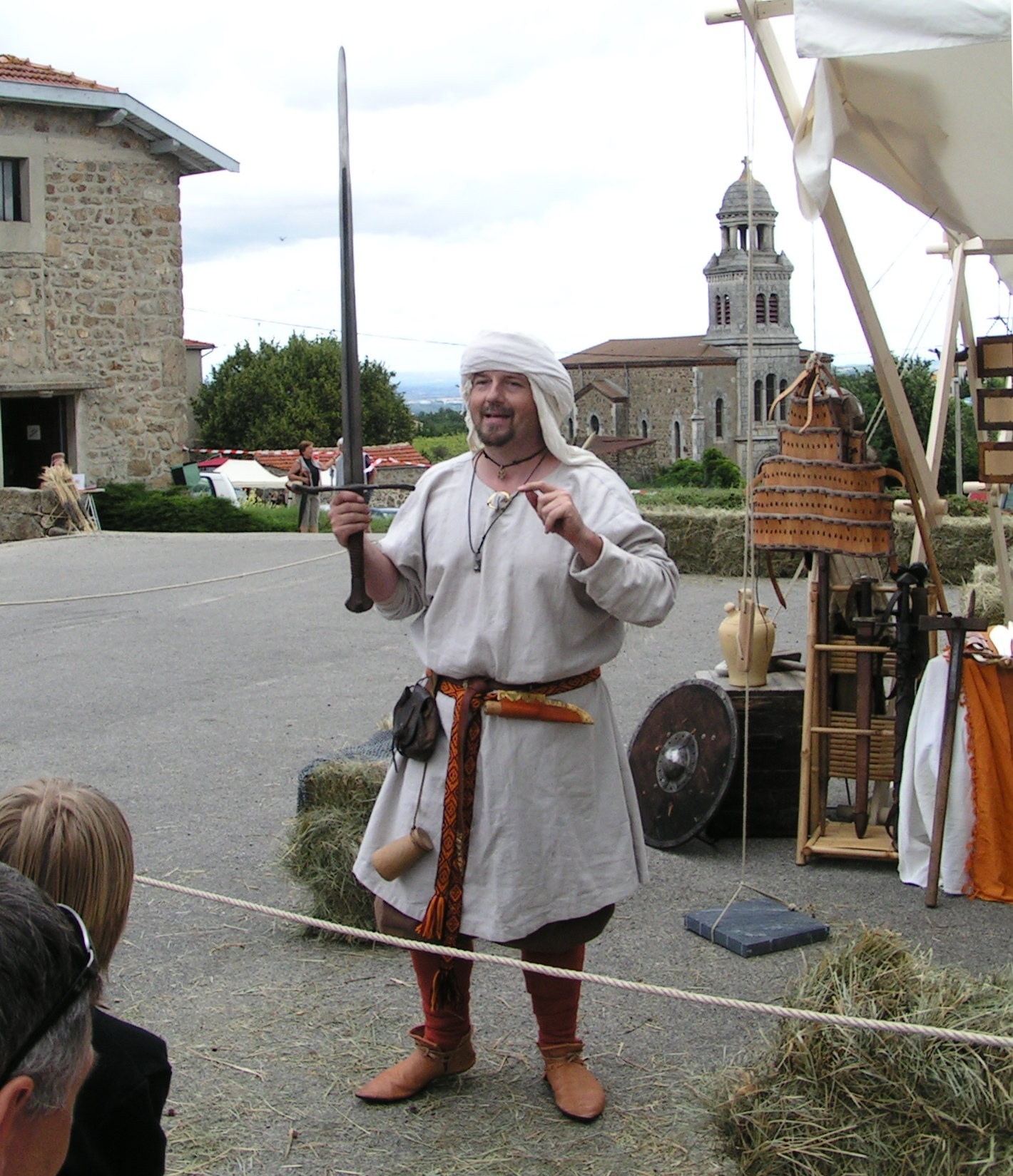
Une fête médiévale est organisée en juillet.

Cette association à objectif culturel a connu un essor rapide dès sa création en 2008 : ateliers peinture, vannerie, couture, dentelle, danse… C'est Rêves et Créations qui a imaginé en 2008 d'organiser une Fête médiévale à la mi-juillet dans les rues du village. Les forains et les membres de l'association revêtent des costumes médiévaux dont la collection s'agrandit chaque année. Des contes et des démonstrations de combats animent les rues.

### La chasse au trésor

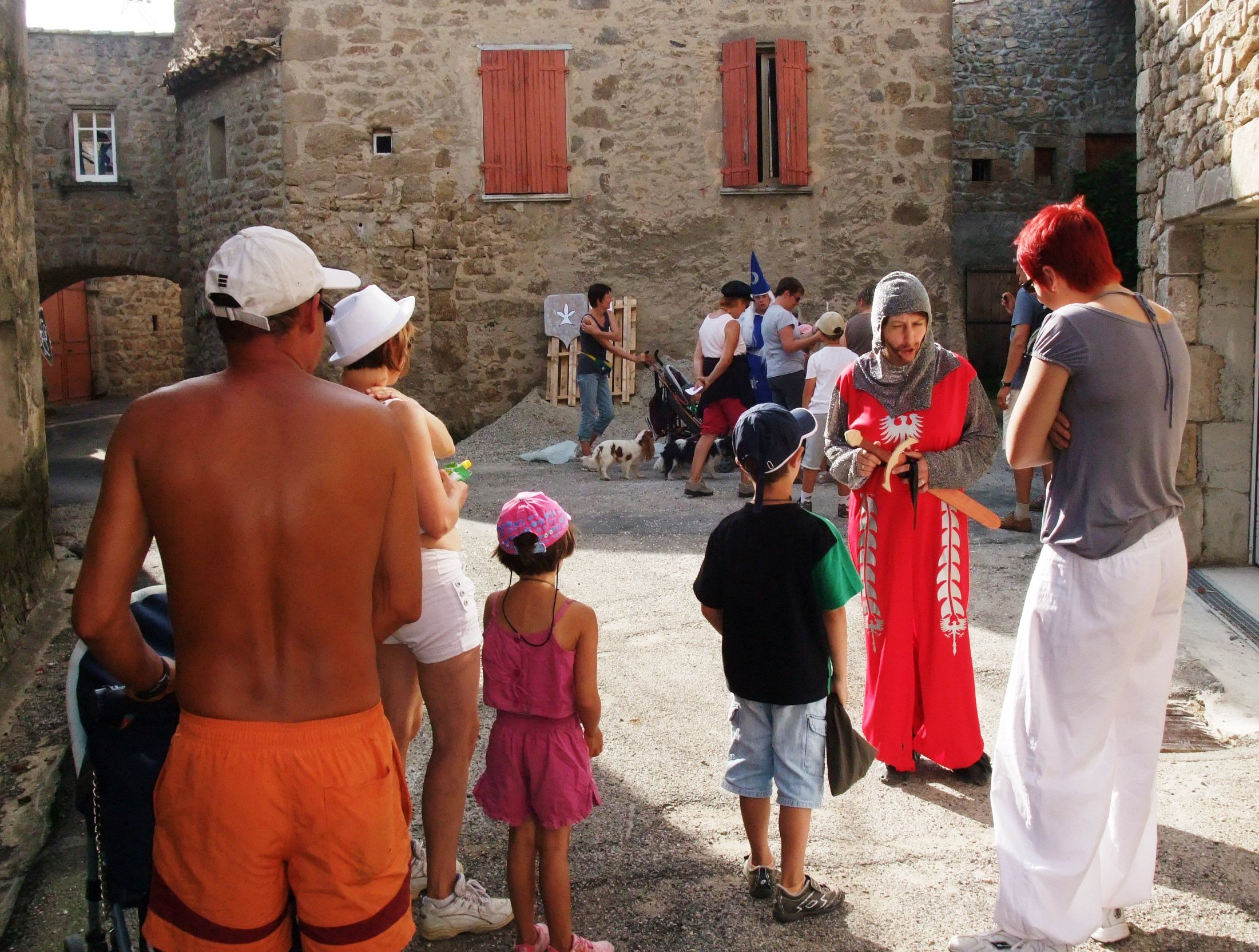
Une chasse au trésor.

Depuis 2004, les parents d'élèves de l'école Saint-Joseph organisent une course au trésor pour les enfants. La mise en scène est importante avec de nombreux personnages costumés et des décors élaborés sur les lieux d'étape. Des récompenses sont attribuées à tous les participants. Au fil des années, cette animation de rentrée attire des familles d'autres communes voisines. Les thèmes sont renouvelés chaque année, et choisis avec l'aide des écoliers locaux.

#### Les sonneurs de trompe

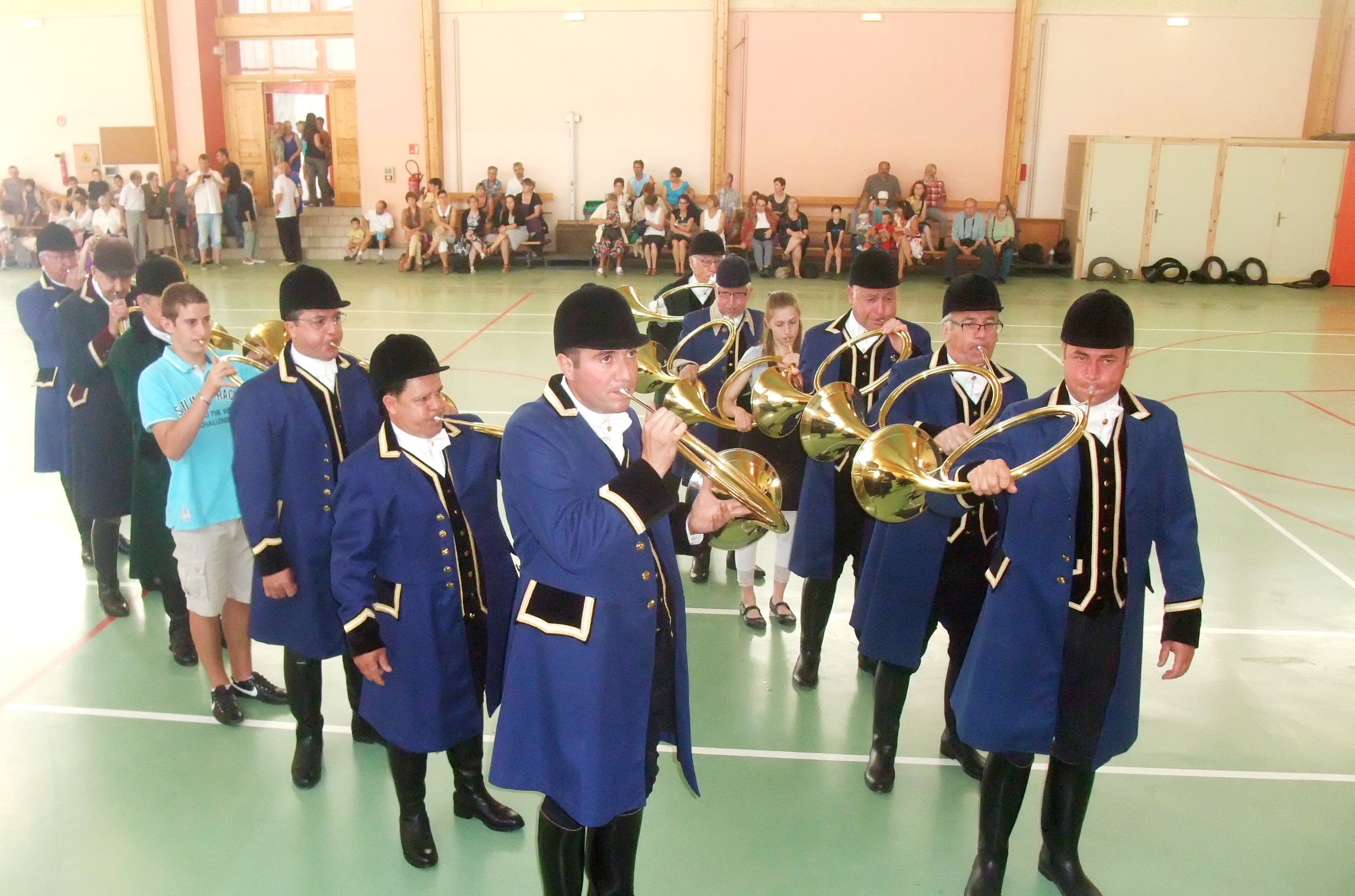
Un ensemble de trompes de chasse.

Le village de Talencieux poursuit plusieurs traditions. Lors des fêtes, le village mobilise des chevaux et du matériel notamment des charettes. Des sonneurs de trompes jouent du cor de chasse, accompagnés par des airs traditionnels à plusieurs voix.

## Économie

### Agriculture et viticulture

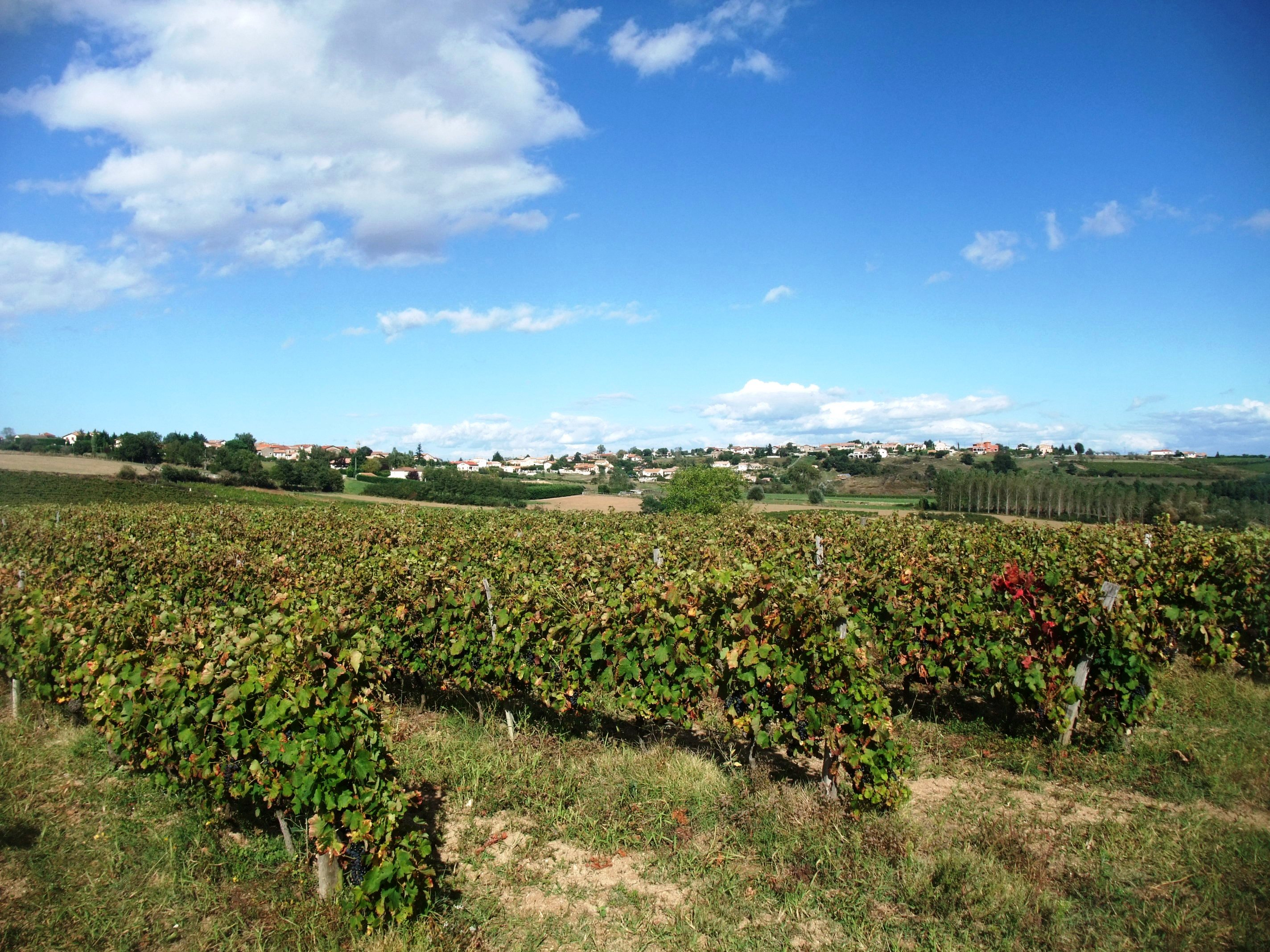
Une partie du territoire est classée AOC Saint-Joseph.

Comme partout ailleurs sur le plateau d’Annonay, des bois restent installés sur les pentes les plus abruptes de la commune.
Les surfaces les plus plates, dont le sol est malgré tout assez pauvre, portent des prairies ou des champs.
La vigne est une culture traditionnelle dans la région depuis l'époque gauloise, surtout sur les versants bien exposés. Elle s'est maintenue à Talencieux, grâce à l'appellation AOC Saint-Joseph. Ce vin, qui porte le nom d'un quartier de Tournon, a peu à peu gagné en réputation, depuis le XVIe siècle. L'appellation a été créée en 1956 pour six communes autour de Tournon et élargie à vingt autres communes en 1969. À Talencieux, une soixantaine d'hectares sont cultivés en AOC, par des exploitants qui cultivent aussi des céréales ou des fruits. La récolte est descendue aux caves de Saint-Désirat ou de Sarras, qui ont été créées autour de 1960.
Un viticulteur (EARL du moulin) a également créé, au sein de son exploitation, une brasserie artisanale.

### Artisans
En 2013, on pouvait recenser quinze artisans sur la commune : travaux publics et agricoles, espaces verts, architecte, menuisiers, carreleur, plâtriers peintres, ramonage, couture, décoration, coiffeuse à domicile.

### Commerces
Le village compte 1 commerce multi-services et 4 commerçants ambulants.

### Services publics
- École publique (quatre classes).
- École privée Saint-Joseph (trois classes).
- Cantine scolaire (depuis 1989) et garderie municipale.
- Bibliothèque (depuis 1986).

## Culture locale et patrimoine

### Lieux et monuments

#### Le village

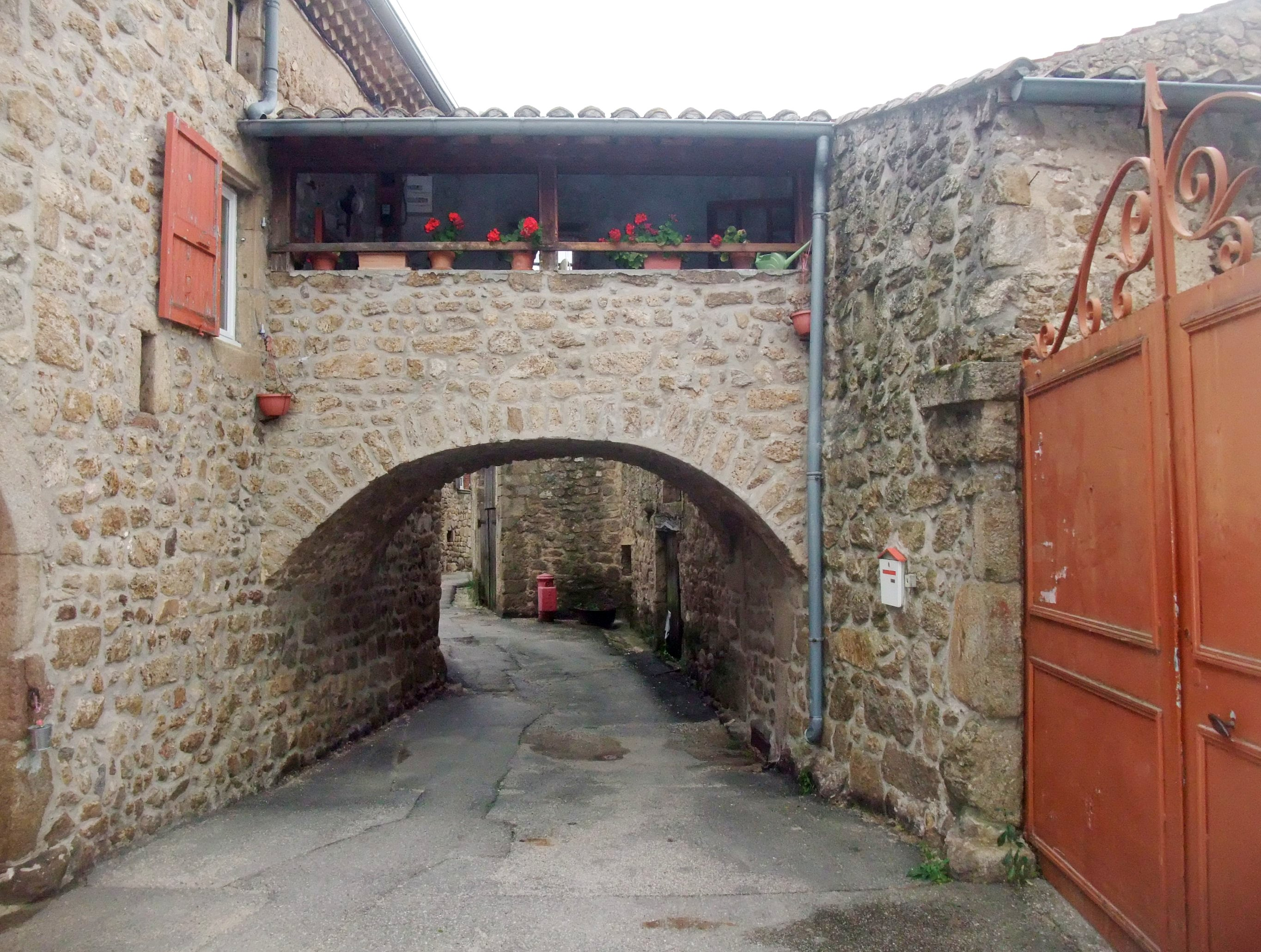
La voûte de Talencieux, au milieu des maisons les plus traditionnelles.

La partie ancienne du village demeure visuellement traditionnelle. Les agriculteurs et les vignerons y ont regroupé leurs maisons avec caves en rez-de-chaussée. Chaque maison avait un ou plusieurs puits. Les plus importantes disposent d’une cour. Certaines rues comportent des appareillages soignés de murs en pierres et certains traits d’architecture typique des villages d’Ardèche du Nord. Par exemple un aître, grande terrasse ouverte et couverte au-dessus de l’entrée. La rue de la Voûte est traversée par une large arche de pierre. Celle-ci a été construite pour relier la maison d’habitation (au nord), avec ses dépendances agricoles, de l’autre côté au sud, et notamment un pigeonnier au bord de la rue. La voûte était déjà présente sur le cadastre de 1827. 

#### L’ancienne et la nouvelle église

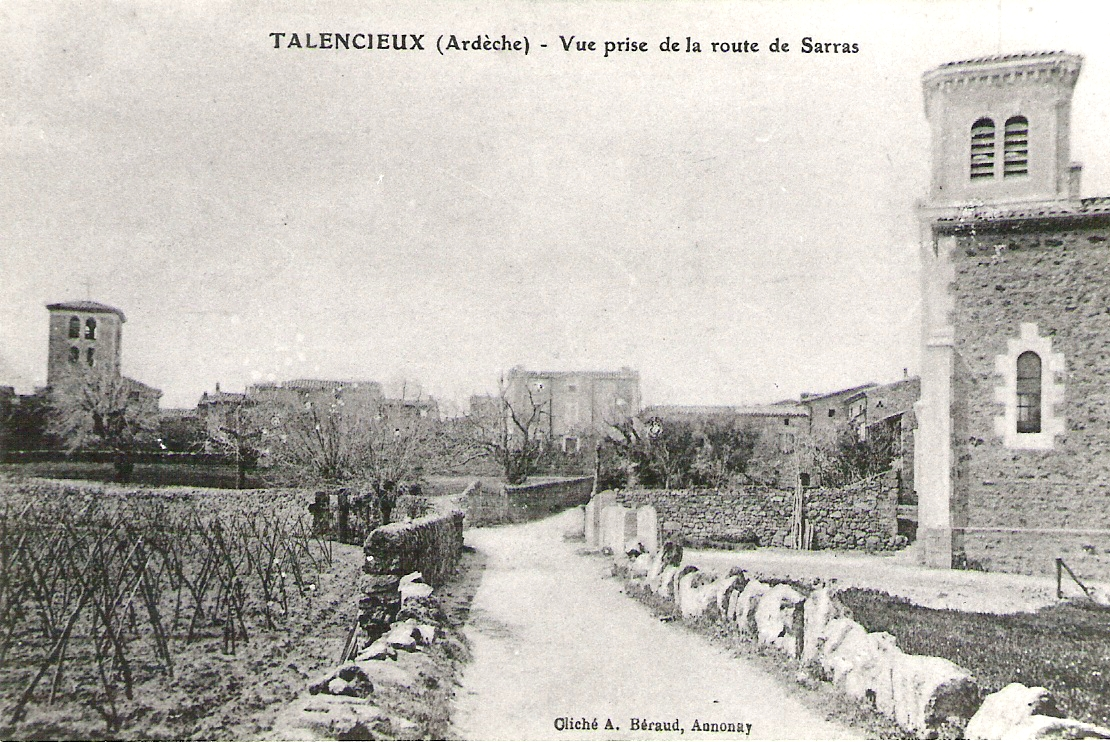
Autour de 1910, l'ancienne église (à gauche) et la nouvelle (à droite, sans sa coupole).

Une plateforme est restée libre près de la mairie. Cet espace a été occupé jusqu'en 1913 par l’ancienne église paroissiale. Un cimetière l’entourait jusqu'à son transfert progressif à partir des années 1860 au lieu-dit « Cocobas » (cimetière actuel). La cure, la mairie et une école se trouvaient dans les environs immédiats. Après la seconde guerre mondiale, la plateforme a accueilli le premier terrain de basket du club de Talencieux.
L'ancienne église figure sur des photos du début du XXe siècle. Sa date de construction reste indéterminée. Elle avait sans doute été plusieurs fois agrandie ou reconstruite depuis les origines du christianisme. Elle était de taille moyenne, orientée vers l’est, avec un clocher carré au-dessus du chœur.

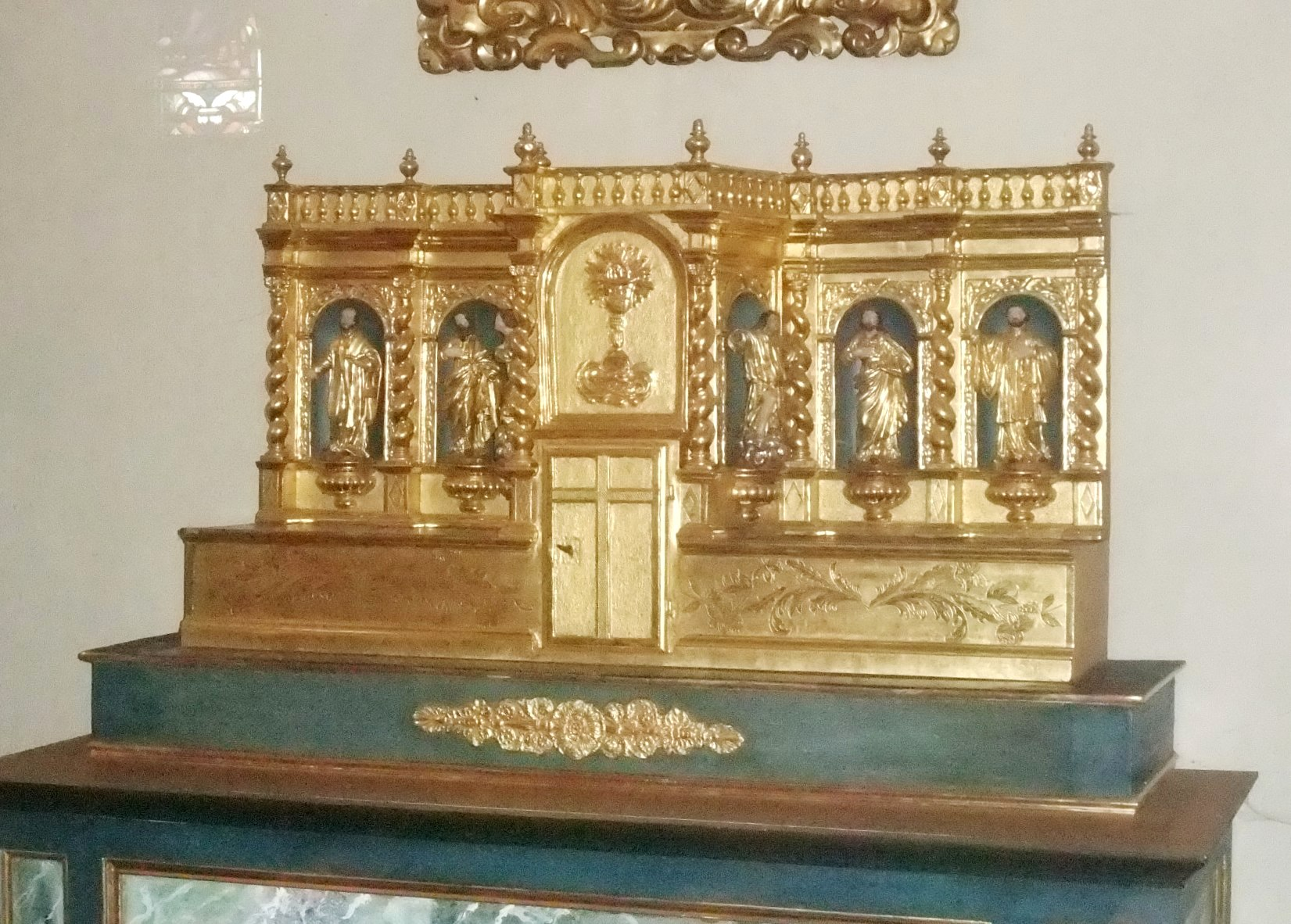
Un retable doré de 1630.

Un retable en bois doré surmontait l'autel de l'ancienne église. Il avait été mis à l’abri au moment du déménagement, peut-être pour éviter sa nationalisation. Il a été ensuite oublié puis retrouvé en 1987 dans le grenier du château de Blacieux. Il a été restauré et réinstallé en 1993 dans l’église actuelle, dans une vitrine sur le côté gauche de la nef. Il date de 1630 et avait été créé à Avignon par un artiste italien. La porte du tabernacle est entourée de six niches avec leurs statues, le tout doré à la feuille. Le retable et son support sont entourés de deux colonnes de style corinthien surmontées de deux angelots eux aussi dorés. Ces éléments sont inscrits à l'inventaire supplémentaire des Antiquités et objets d'Arts du département.

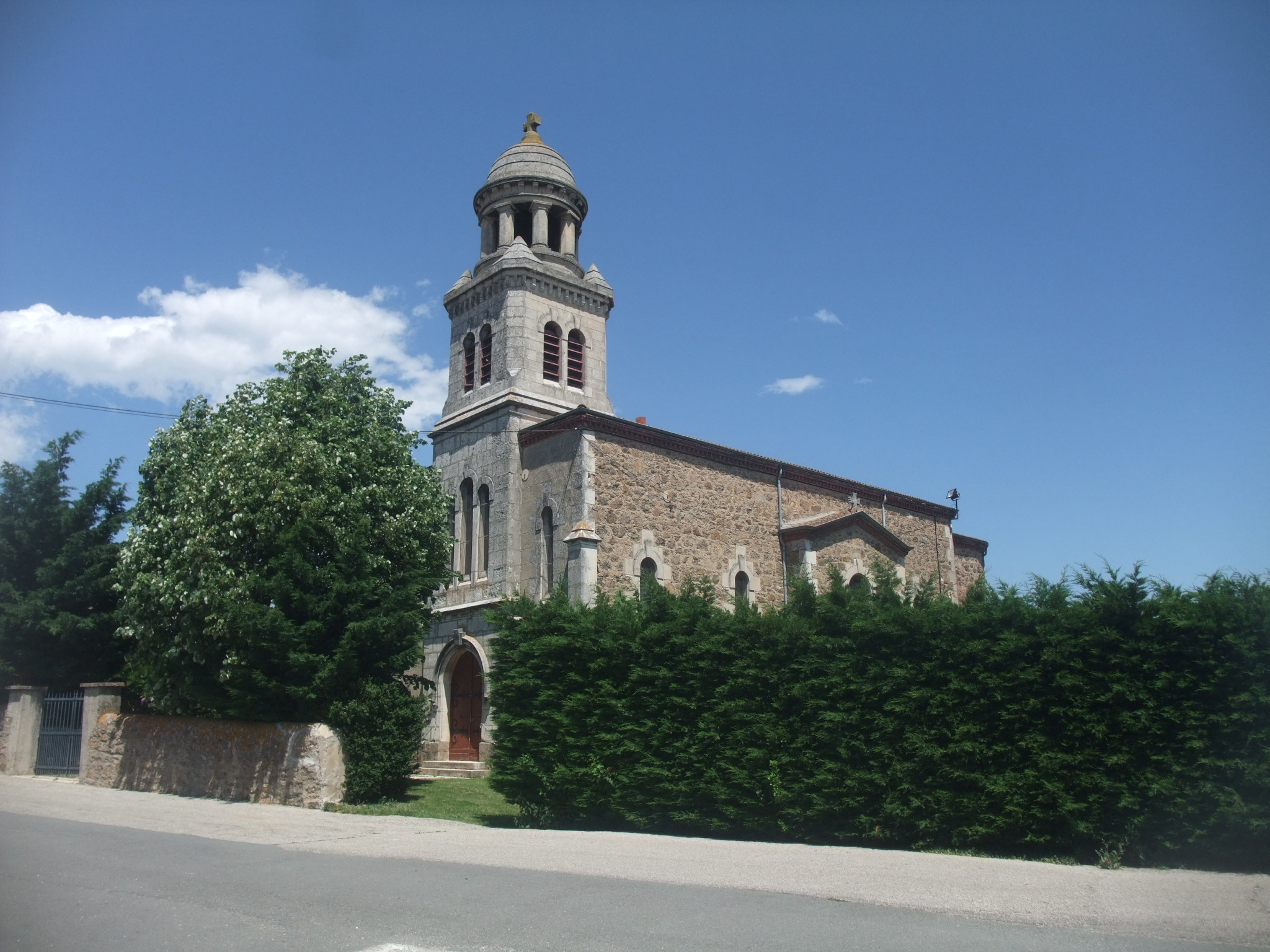
Un clocher imité des dômes de Montmartre.

L’église actuelle a été construite entre 1907 et 1913 pour remplacer l’ancienne. Mais les deux bâtiments ont été voisins pendant quelques années. Selon la loi de séparation de l’Église et de l’État de 1905, elle ne pouvait pas être une réalisation communale. Elle a donc été construite avec des fonds privés, et notamment ceux du docteur Louis Marc Gaston Lacaze. Il a été maire de Talencieux de 1904 à 1910 et il résidait en été au château de Blacieux. La forme originale du clocher, qui ressemble aux dômes du Sacré Cœur de Montmartre a été une demande de son épouse, qui avait vécu à Paris et voulait voir un clocher semblable de son château. Elle n'a cependant pas pu le voir puisqu'elle est décédée en 1908 et que le dôme n'a été installé qu'en 1912. En 1926, l’église a été confiée au diocèse, puis rachetée par la commune en 1985, qui a effectué une rénovation en 1986, en partenariat avec la paroisse. La décoration intérieure date pour l’essentiel du XXe siècle.

#### Les mines de plomb argentifère

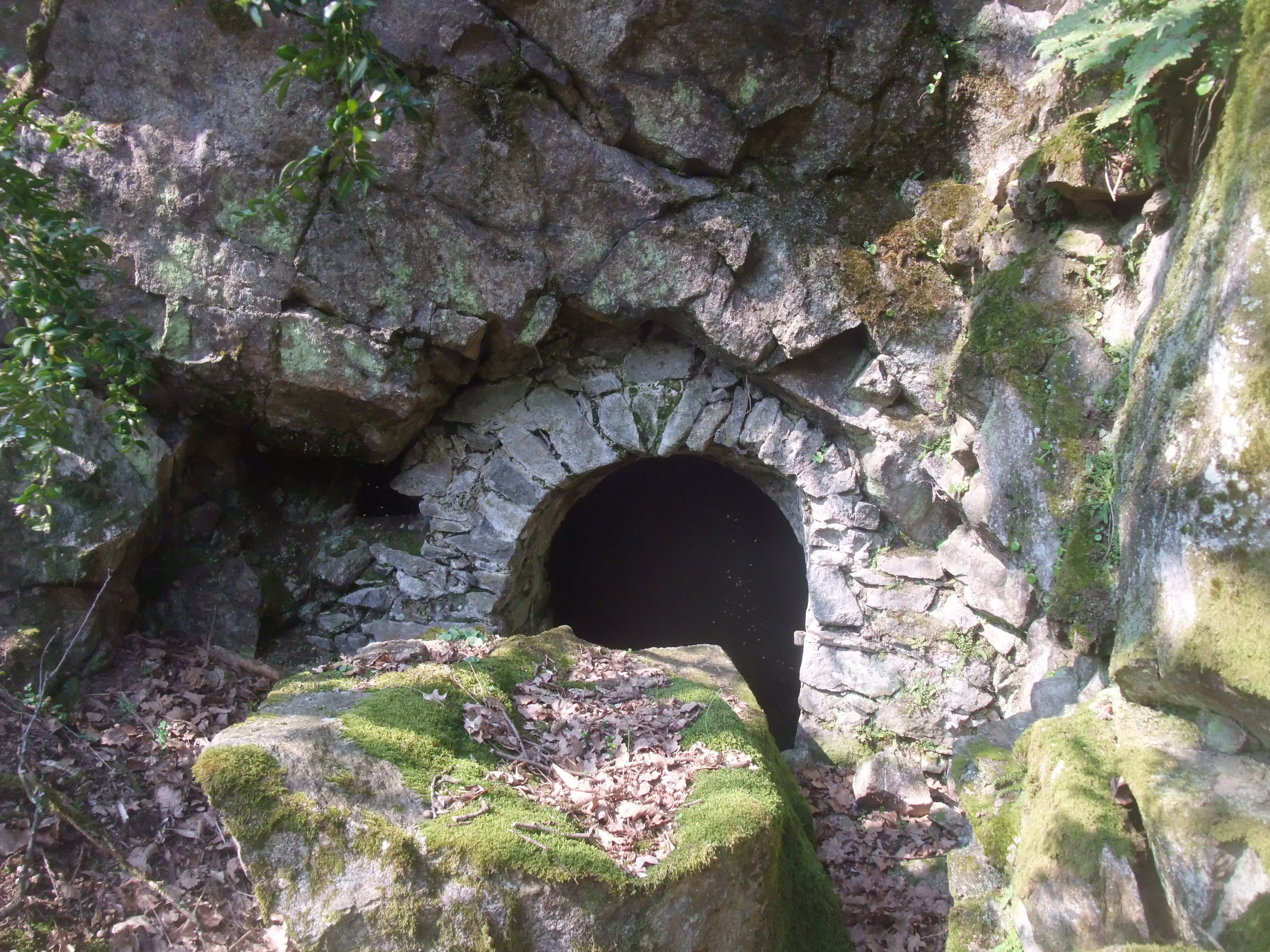
Sur l'ancien site, le local de stockage des explosifs.

Sur le territoire de la commune, la forêt dissimule les traces de l'exploitation ancienne d'un filon minier de plomb argentifère. Des filons semblables ont été exploités dans la région à partir de 1717, et notamment sur la commune de Savas. Le filon de Talencieux, entre le hameau de Balais, le lac de Vert et la Cance, a été exploité de 1736 à 1873. Le minerai recherché était la galène, c'est-à-dire du sulfure de plomb, ou plomb argentifère, contenu dans le quartz sous la forme de taches brillantes. Les habitants l'exploitaient déjà artisanalement pour le revendre aux potiers locaux. Mais il pouvait aussi fournir les armées françaises en plomb. Le droit d’exploiter avait été accordé à un ancien Autrichien naturalisé, François Kayr de Blumenstein. Les mines ont eu dans les années 1750-1755 jusqu'à une centaine d’ouvriers, Allemands ou Alsaciens pour la plupart. Certains descendants de ces familles résident encore à Talencieux.

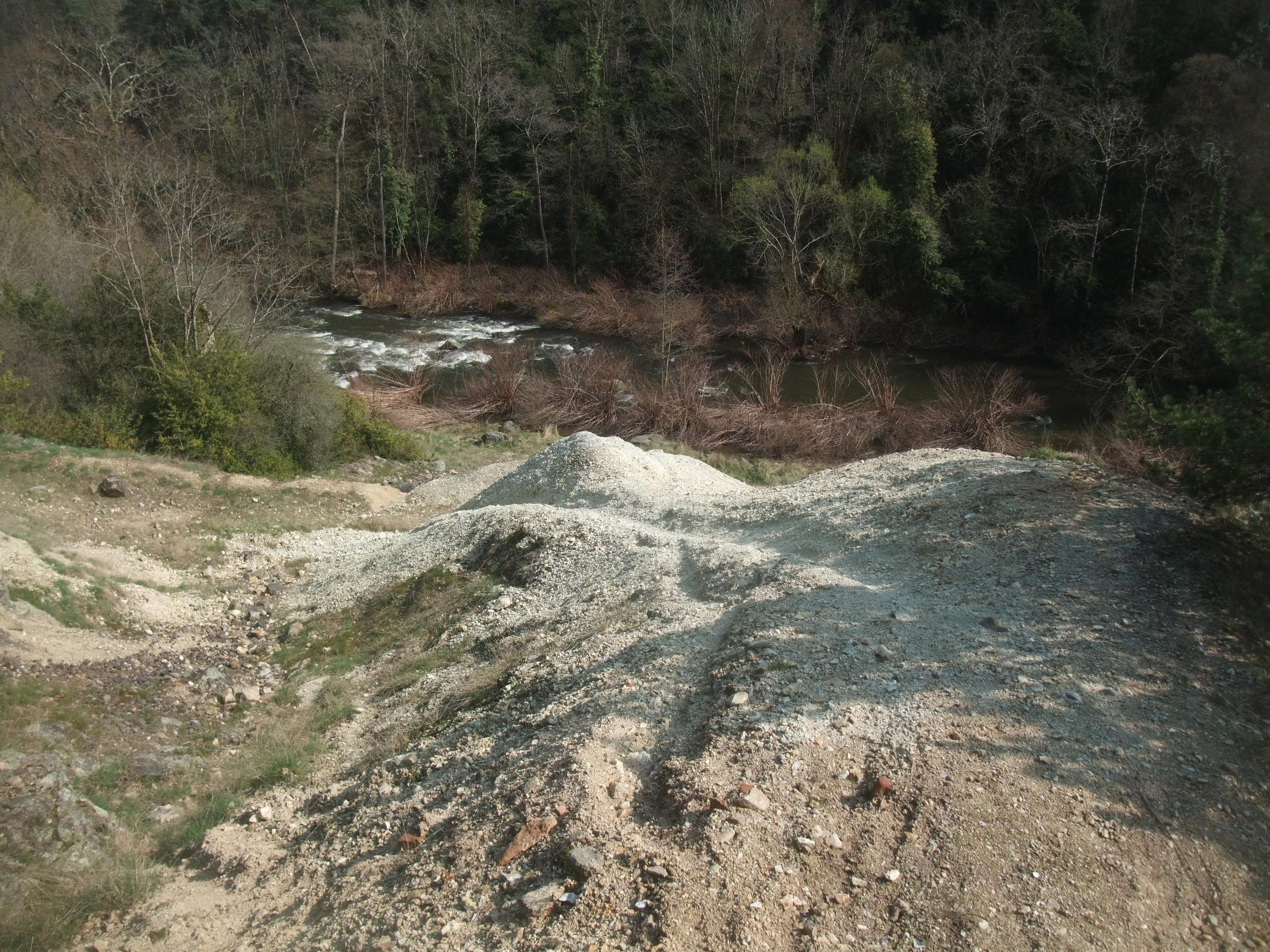
Les dépôts de mine sont restés intacts au bord de la Cance.

En 1736, l’exploitation a commencé avec une galerie de 214 mètres et un puits d’aération de 40 mètres de haut. En 1755, une deuxième galerie a été creusée sur 76 mètres. En 1793, l’exploitation de ces deux galeries a été arrêtée, et un nouveau conduit de 360 mètres a été ouvert. Le site a fermé définitivement en 1831, et la maison des Blumenstein détruite vers 1836. Les vestiges les plus visibles de l'exploitation se trouvent dans la vallée de la Cance : les déblais résistent encore à la recolonisation végétale et une entrée de galerie est toujours présente au-dessus de la route. En 1956, de nouveaux sondages sur les filons sont restés sans suite.

#### Le château de Blacieux

Une résidence luxueuse du XIXe siècle.

Cette demeure bourgeoise du XIXe siècle a été implantée juste au-dessus de la Vallée du Rhône. Mais la propriété a d’abord été un domaine agricole. Dans les années 1830, elle a été rachetée par la famille Duret d’Annonay qui y a installé un pavillon de chasse, avec un domaine agrandi à plus de 50 hectares. Le docteur Gaston Lacaze (1869-1952), qui exerçait à Paris, l’a reçue en héritage en 1890. En 1898-1899, il y a fait réaliser de grandes transformations par l’architecte annonéen Élie Borione. Malgré tout, le château a servi le plus souvent de résidence estivale. Depuis le décès du docteur Lacaze, il s'est transmis normalement à ses héritiers qui l'occupent toujours En 1940, il a échappé de justesse à la destruction. Une batterie française, placée à proximité pour défendre la vallée du Rhône, a été copieusement bombardée par la Wehrmacht le 22 juin. L'édifice en porte encore les traces. Une plaque commémorative est apposée sur le mur d'une dépendance.

#### La Madone

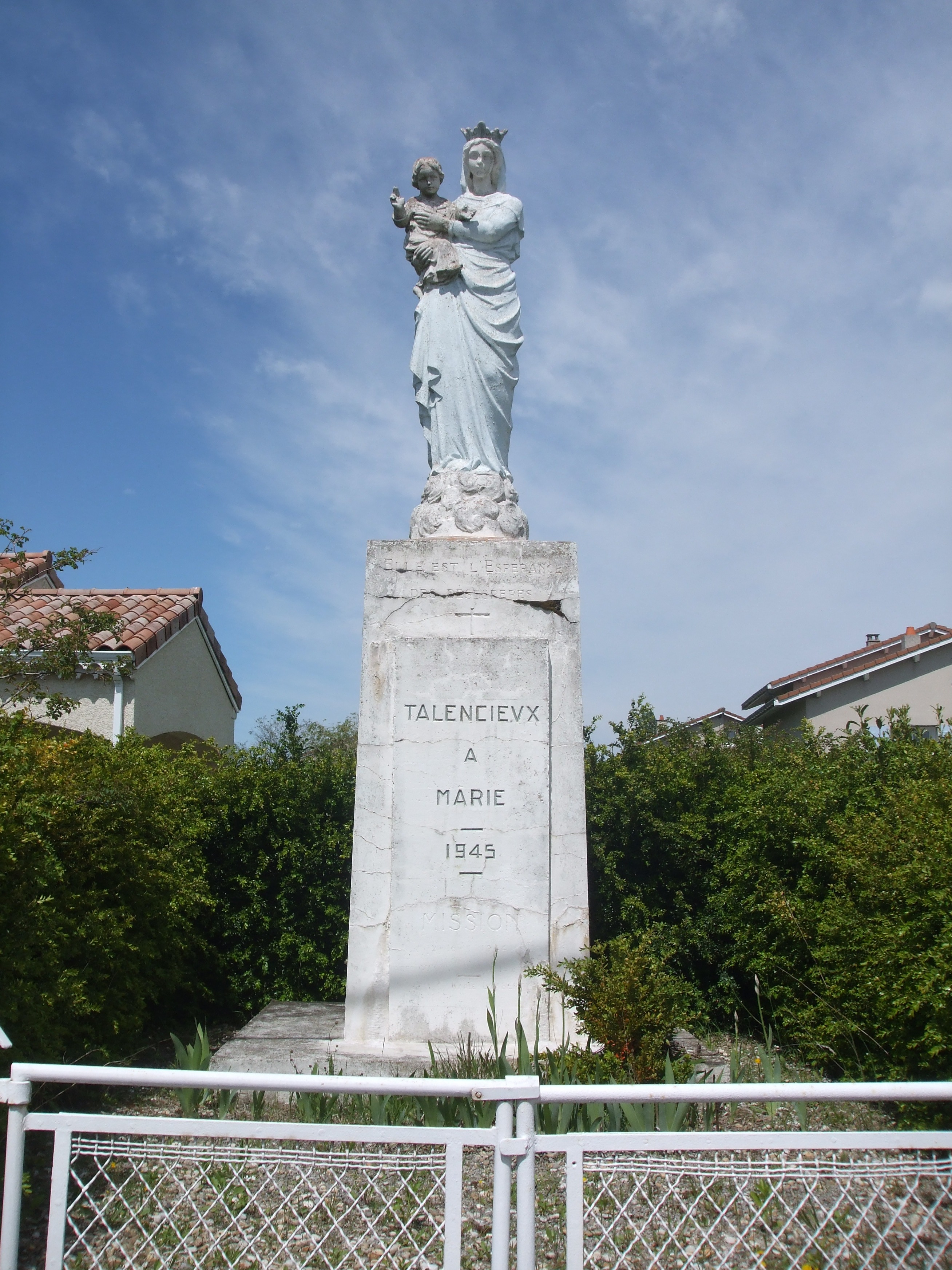
Une reconnaissance érigée en 1945.

Cette Vierge à l'enfant située sur la route d'Annonay a été mise en place en 1945. Matérialisant une reconnaissance, elle est un monument commémorant la fin de la Seconde Guerre mondiale en particulier le retour des prisonniers de guerre de la commune. Le jour de sa bénédiction, ces hommes ont été particulièrement mis à l'honneur. Elle rappelle aussi aux passants une mission de la paroisse prêchée en 1944.

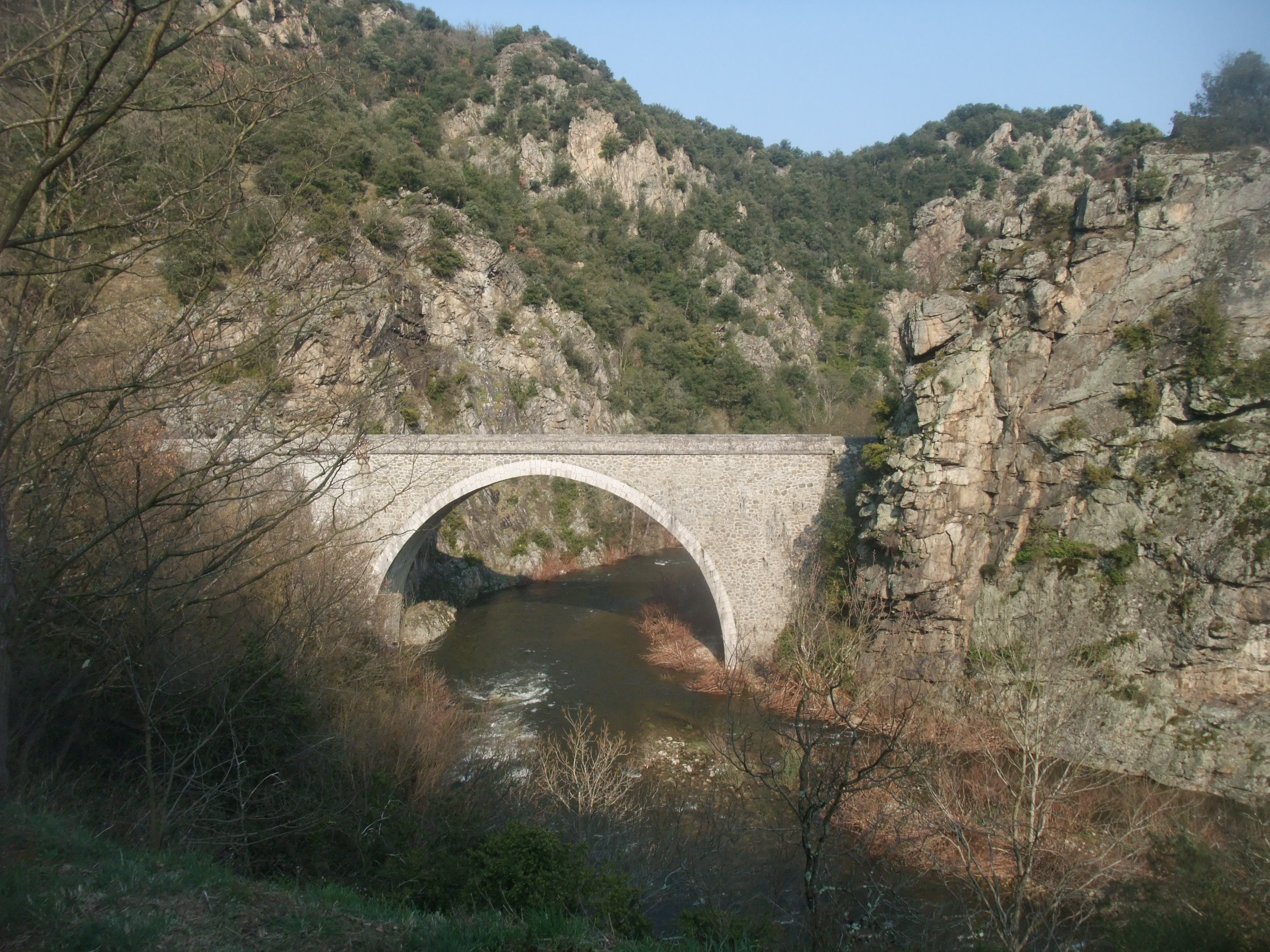
La vallée de la Cance au pont d'Assuis.

### Des promenades variées
La campagne autour de Talencieux permet des promenades sur des terrains variés: au milieu des champs ou des vergers du plateau, dans les vignes ou les bois qui descendent vers le Rhône ou la Cance. Quelques itinéraires ont été balisés. Les belvédères les plus panoramiques sur la Vallée se trouvent au nord-est du village autour de Blacieux, ou au sud-est au-dessus de la Roche Vautour. Plusieurs chemins descendent vers Assuis et la solitaire vallée de la Cance.

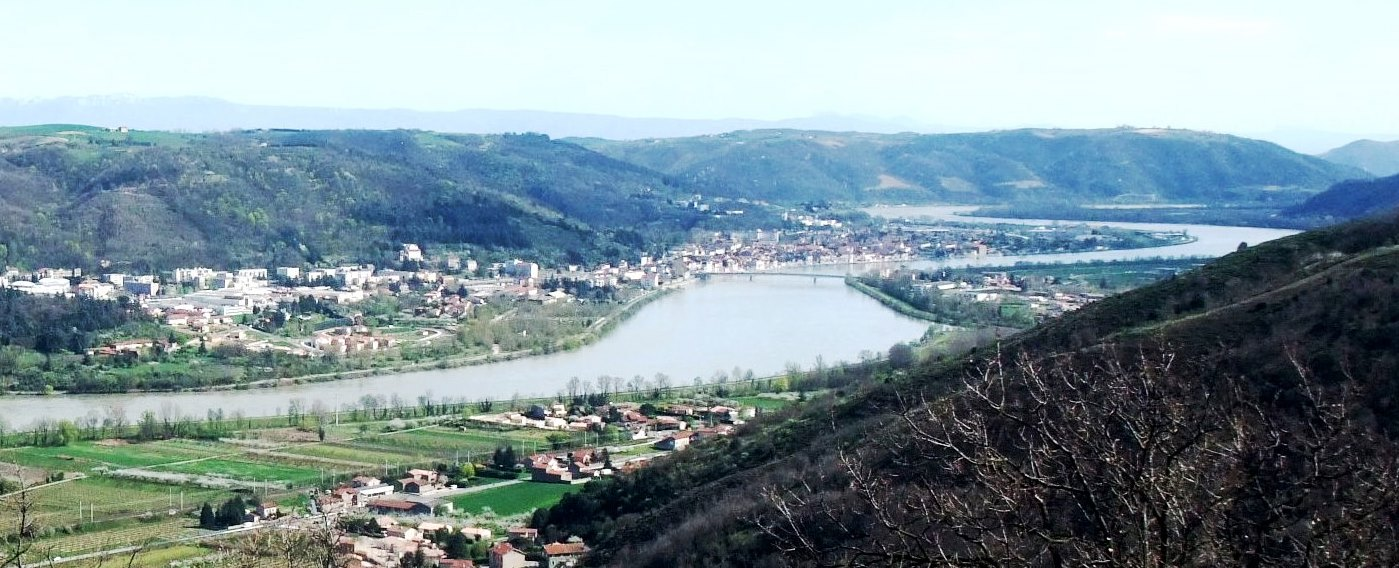
Des points de vue panoramiques sur la vallée du Rhône.

### Personnalité liée à la commune
- Marc Seguin (1786-1875), scolarisé à Talencieux durant son enfance en tant que pensionnaire.

### Héraldique
|  | Talencieux possède des armoiries dont l'origine et le blasonnement exact ne sont pas disponibles. |